# Copa FGF de 2014
A 11ª Copa FGF, também denominada Copa Fernandão em homenagem ao ídolo colorado que faleceu em junho deste ano, foi uma competição de futebol realizada no Rio Grande do Sul, iniciada em 6 de agosto de 2014 e terminada dia 8 de outubro, contou com a participação de 22 clubes. O Lajeadense foi o campeão, e ganhou o direito de disputar a Copa do Brasil de 2015 e a Super Copa Gaúcha de 2014.

## Regulamento
O torneio será disputado no sistema de mata-mata, ao estilo da Copa do Brasil. Na primeira fase (oitavas-de-final), o time melhor qualificado no ranking da FGF joga a primeira partida como visitante. Caso este time vença a partida por 2 ou mais gols de diferença, estará automaticamente classificado para a próxima fase.
A partir das quartas-de-final, a ordem dos jogos foi definida por sorteio e a partida de volta é obrigatória.
22 clubes começam na primeira fase. Os vencedores das 11 partidas e o melhor perdedor avançam a segunda fase. Os vencedores das 6 partidas e os 2 melhores perdedores avançam às quartas-de-final. A partir daí, apenas os vencedores avançam às semifinais e às finais.

## Primeira Fase
| Equipe 1       | Total       | Equipe 2          | 1.º jogo | 2.º jogo |
| -------------- | ----------- | ----------------- | -------- | -------- |
| Farroupilha    | 1 – 8       | Lajeadense        | 1 – 5    | 0 – 3    |
| Aimoré         | 0–0 (4–5 p) | Veranópolis       | 0 – 0    | 0 – 0    |
| Juventude      | 2 – 4       | Ypiranga          | 0 – 1    | 2 – 3    |
| Internacional  | 1 – 0       | Novo Hamburgo     | 0 – 0    | 1 – 0    |
| Estância Velha | 3 – 1       | Panambi           | 0 – 1    | 3 – 0    |
| Pelotas[I]     | 2 – 2 (gf)  | Guarani-VA        | 1 – 0    | 1 – 2    |
| Cerâmica       | 0 – 2       | São José          | 0 – 0    | 0 – 2    |
| Garibaldi      | 1 – 1 (gf)  | Esportivo         | 0 – 0    | 1 – 1    |
| Marau          | w.o[II]     | Guarany de Bagé   | w.o      | w.o      |
| Santa Cruz     | 4 – 3       | Bagé              | 1 – 2    | 3 – 1    |
| São Paulo      | 1 – 2       | Brasil de Pelotas | 0 – 1    | 1 – 1    |

I ^  O Pelotas se classificou como melhor eliminado.

II ^  O Guarany de Bagé desistiu da competição.

## Segunda Fase
| Equipe 1         | Total        | Equipe 2          | 1.º jogo | 2.º jogo |
| ---------------- | ------------ | ----------------- | -------- | -------- |
| Pelotas          | 1 – 0        | Brasil de Pelotas | 0 – 0    | 1 - 0    |
| Santa Cruz [III] | 1 - 1 (gf.)  | São José          | 0 – 0    | 1 - 1    |
| Veranópolis      | 0 – 2        | Internacional     | 0 – 1    | 0 - 1    |
| Guarani-VA       | 3 – 1        | Ypiranga          | 0 – 0    | 3 - 1    |
| Estância Velha   | 1 – 10       | Lajeadense        | 1 – 6    | 0 - 4    |
| Esportivo [III]  | 2-2 (3-4 p.) | Marau             | 0 – 2    | 2 - 0    |

III ^  O Esportivo e o Santa cruz se classificaram como melhores eliminados.

## Fase Final
|  | Quartas-de-final  | Quartas-de-final | Quartas-de-final | Quartas-de-final |   |               | Semifinais          | Semifinais          | Semifinais          | Semifinais          |  |                  | Final            | Final            | Final            | Final            |  |  |
|  |                   |                  |                  |                  |   |               | 17 e 24 de setembro | 17 e 24 de setembro | 17 e 24 de setembro | 17 e 24 de setembro |  |                  | 2 e 8 de outubro | 2 e 8 de outubro | 2 e 8 de outubro | 2 e 8 de outubro |  |  |
|  |                   |                  |                  |                  |   |               |                     |                     |                     |                     |  |                  |                  |                  |                  |                  |  |  |
|  | Lajeadense        | 1                | 2                | 3                |   |               |                     |                     |                     |                     |  |                  |                  |                  |                  |                  |  |  |
|  | Santa Cruz-RS     | 0                | 1                | 1                |   |               |                     |                     |                     |                     |  |                  |                  |                  |                  |                  |  |  |
|  | Santa Cruz-RS     | 0                | 1                | 1                |   | Lajeadense    | 5                   | 0                   | 5                   |                     |  |                  |                  |                  |                  |                  |  |  |
|  |                   |                  |                  |                  |   | Lajeadense    | 5                   | 0                   | 5                   |                     |  |                  |                  |                  |                  |                  |  |  |
|  |                   | São José-RS      | 0                | 4                | 4 |               |                     |                     |                     |                     |  |                  |                  |                  |                  |                  |  |  |
|  | São José-RS (gf.) | São José-RS      | 0                | 4                | 4 | 1             | 1                   | 2                   |                     |                     |  |                  |                  |                  |                  |                  |  |  |
|  | São José-RS (gf.) |                  |                  |                  |   | 1             | 1                   | 2                   |                     |                     |  |                  |                  |                  |                  |                  |  |  |
|  | Esportivo         | 0                | 2                | 2                |   |               |                     |                     |                     |                     |  |                  |                  |                  |                  |                  |  |  |
|  | Esportivo         | 0                | 2                | 2                |   |               |                     |                     |                     |                     |  | Lajeadense (g.f) | 1                | 0                | 1                |                  |  |  |
|  |                   |                  |                  |                  |   |               |                     |                     |                     |                     |  | Lajeadense (g.f) | 1                | 0                | 1                |                  |  |  |
|  |                   | Guarani-VA       | 1                | 0                | 1 |               |                     |                     |                     |                     |  |                  |                  |                  |                  |                  |  |  |
|  | Internacional     | Guarani-VA       | 1                | 0                | 1 | 2             | 1                   | 3                   |                     |                     |  |                  |                  |                  |                  |                  |  |  |
|  | Internacional     |                  |                  |                  |   | 2             | 1                   | 3                   |                     |                     |  |                  |                  |                  |                  |                  |  |  |
|  | Marau             | 1                | 0                | 1                |   |               |                     |                     |                     |                     |  |                  |                  |                  |                  |                  |  |  |
|  | Marau             | 1                | 0                | 1                |   | Internacional | 0                   | 2                   | 2                   |                     |  |                  |                  |                  |                  |                  |  |  |
|  |                   |                  |                  |                  |   | Internacional | 0                   | 2                   | 2                   |                     |  |                  |                  |                  |                  |                  |  |  |
|  |                   | Guarani-VA       | 1                | 1                | 2 |               |                     |                     |                     |                     |  |                  |                  |                  |                  |                  |  |  |
|  | Guarani-VA (gf.)  | Guarani-VA       | 1                | 1                | 2 | 0             | 2                   | 2                   |                     |                     |  |                  |                  |                  |                  |                  |  |  |
|  | Guarani-VA (gf.)  |                  |                  |                  |   | 0             | 2                   | 2                   |                     |                     |  |                  |                  |                  |                  |                  |  |  |
|  | Pelotas           | 0                | 2                | 2                |   |               |                     |                     |                     |                     |  |                  |                  |                  |                  |                  |  |  |

Em itálico os times que começam jogando em casa e em negrito os que venceram as partidas.

## Público

### Melhores Públicos
| Nº | Público[PP] | Mandante          | Placar | Visitante         | Estádio       | Data           | Rodada | Ref.  |
| -- | ----------- | ----------------- | ------ | ----------------- | ------------- | -------------- | ------ | ----- |
| 1  | 3 979       | Lajeadense        | 0 - 0  | Guarani-VA        | Alviazul      | 8 de outubro   | FIV    | [ 1 ] |
| 2  | 3 104       | Brasil de Pelotas | 0 – 0  | Pelotas           | Bento Freitas | 20 de agosto   | 2FI    | [ 2 ] |
| 3  | 2 244       | Internacional     | 2 - 1  | Guarani-VA        | Beira-Rio     | 25 de setembro | SFV    | [ 3 ] |
| 4  | 1 710       | Pelotas           | 1 – 0  | Brasil de Pelotas | Boca do Lobo  | 24 de agosto   | 2FV    | [ 4 ] |
| 5  | 1 192       | Brasil de Pelotas | 1 – 0  | São Paulo-RS      | Aldo Dapuzzo  | 6 de agosto    | 1FI    | [ 5 ] |
| 6  | 1 021       | Guarani-VA        | 1 – 1  | Lajeadense        | Edmundo Feix  | 2 de outubro   | FII    | [ 6 ] |

## Campeão
| Copa FGF - 2014                |
| Lajeadense Campeão (1º título) |
| ------------------------------ |